# Aslanbaba, Viranşehir
Aslanbaba là một xã thuộc huyện Viranşehir, tỉnh Şanlıurfa, Thổ Nhĩ Kỳ. Dân số thời điểm năm 2011 là 704 người.